# Loss Sándor
Loss Sándor (Kállósemjén, 1961. szeptember 22. – 2004. október 14.) magyar jogszociológus, publicista.
Pedagógus szülők gyermekeként született a Szabolcs-Szatmár megyei Kállósemjénben. Középiskolai tanulmányait a Korányi Frigyes Gimnáziumban végezte.

## Egyetemi tanulmányai
Az érettségi vizsgák letétele után a Miskolci Egyetem Állam- és Jogtudományi Karán folytatta tanulmányait, ahol 1986-ban állam- és jogtudományi doktori diplomát szerzett. Három évvel később 1989-ben az ELTE Bölcsészettudományi Karán szociológusi diplomát szerzett. Hallgatóként aktív tagja volt a miskolci egyetem jogi karán működő jogelméleti tudományos diákkörnek, illetve „Teaház” néven a ‘80-as évek első felében a korabeli rendszer tolerancia-határait gyakran átlépő társadalompolitikai klubot vezetett. 1985 és 1986 között egyetemistaként Vonzáskör címmel néhány lapszámot megérő művészeti-kritikai folyóiratot szerkesztett.

## Kezdeti évei
1987 és 1990 között a Miskolci Egyetem Gazdaságtudományi Kar Politikaelméleti és Szociológiai Tanszékén, majd 1990-től az Állam- és Jogtudományi Kar Jogelméleti és Jogszociológiai Tanszékén dolgozott. 1989 és 1994 között oktatóként vezette a jogi karon szerveződött Bibó István Olvasókört, mely a jóval ismertebb budapesti szakkollégiumok példáját követve a tehetséges és érdeklődő hallgatók intenzív társadalomtudományi képzését szervezte, illetve lehetőséget biztosított publikálási lehetőségre.

## Egyetemi tanárként és oktatóként
1992-től egészen haláláig meghívott oktatója volt a szegedi József Attila Tudományegyetem (jelenleg: Szegedi Tudományegyetem) Állam- és Jogtudományi Kara Jogbölcseleti és Jogszociológiai Tanszékének. Itt jogbölcseletet és jogszociológiát tanított, és az előbbi tárgyból szemináriumokat is vezetett. Szegeden mind kollégái, mind volt hallgatói a mai napig a tanszék egyik meghatározó egyéniségeként tartják számon. A debreceni jogászképzésben 1999-től vett részt az akkori Kossuth Lajos Tudományegyetem Jog- és Államtudományi Intézetének Jogtörténeti és Jogbölcseleti Tanszékének részfoglalkozású oktatójaként. 2001-től a karrá válást követően az egyetem Jogbölcseleti és Jogszociológiai Tanszék főállású vezetőjeként dolgozott docensi minőségben. Mindemellett sok éven át, egészen haláláig, tanított a Miskolci Egyetem Bölcsészettudományi Karának szociológiai tanszékén, sőt egy ideig annak megbízott vezetője is volt. Oktatott jogszociológiát, jogi antropológiát, politikai szociológiát, általános szociológiát, jogelméletet, államelméletet, összehasonlító jogot. Speciális kollégiumokat általában az éppen aktuális kutatási témáiból hirdetett meg, melyek hallgatói körökben mindig nagy népszerűségnek örvendtek.

## Jogszociológus és jogvédőként
Tudományos (PhD) fokozatot 1999-ben szerzett A cigány közösségi jog című disszertációjának megvédésével. 2001-től a Magyar Tudományos Akadémia Bolyai János Kutatási Ösztöndíját nyerte el. Számos külföldi egyetemen megfordult (Freiburg, Frankfurt, Regensburg, Trier, London stb.) és folytatott kutatásokat. Kutatási területe a jogszociológia, jogi antropológia, jogelmélet és a kisebbségi (roma) jogok területére összpontosult. Számos hazai kutatásban vett részt irányítóként és közreműködőként egyaránt. Tudományos publikációinak száma megközelíti az ötvenet. Loss Sándor nem csupán tanított, kutatott és publikált, hanem a széles értelemben vett szakmai közéletben is − főképpen mint jogvédő − szerepet vállalt. 1995-től a budapesti Nemzeti és Etnikai Kisebbségi Jogvédő Iroda (NEKI) külső munkatársaként diszkriminációs ügyekben civil szervezeteknek nyújtott segítséget, illetve részt vett a Magyar Helsinki Bizottság fogdamegfigyelési programjában. Szakértőként (ötletadóként) közreműködött Bódis Kriszta Amari Kris (Romani Krisz) című díjnyertes dokumentum filmjének elkészítésében.

## Díjak
- Pro Urbe Miskolc kitüntető cím (2005, posztumusz)